# گدار چای

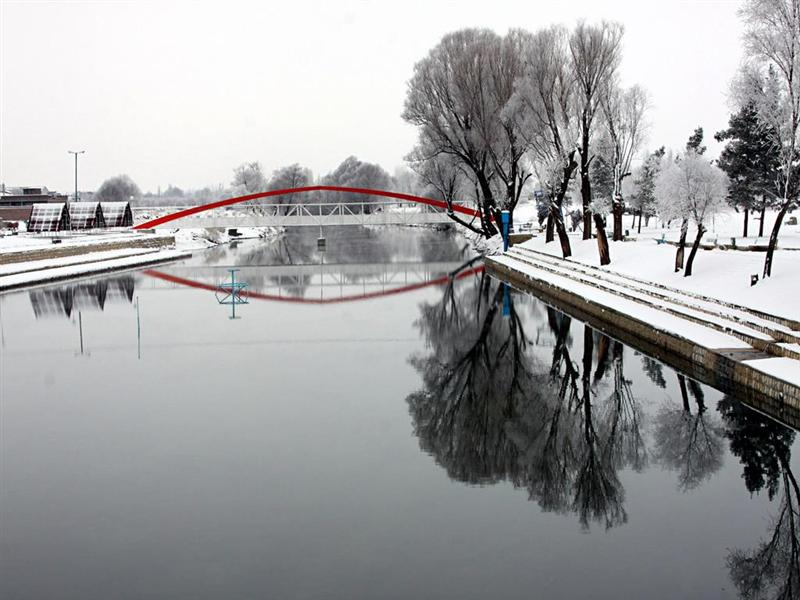
گدارچای در زمستان(نقده)

گدار چای رودی در شمال غربی ایران است  که در جنوب غربی استان آذربایجان غربی قرار دارد. این رودخانه از کوه‌های غرب اشنویه سرچشمه گرفته و با طی مسافتی در حدود۱۰۰ کیلومتر طول شهرستانهای اشنویه و نقده را می‌پیماید و سرانجام به دریاچه ارومیه می‌ریزد.
گدارچای از بلندی‌های مرزی کیله‌شین اشنویه در مرز کردستان عراق سرچشمه گرفته و از سه شاخه اصلی رود گادر و چم‌غلطان و اشنویه تشکیل یافته، پس از طی مسافتی به سوی خاور متوجه شده، از شهرهای نقده و محمدیار در دشت نقده گذشته، در ناحیهٔ برده‌زرد جاده مهاباد به ارومیه را قطع می‌کند و در جنوب شرقی بندر حیدرآباد از توابع شهرستان نقده وارد دریاچه ارومیه می‌شود.
طول این رودخانه در حدود ۹۰ کیلومتر و مساحت حوضه آبریز آن در محل دربند نقده در حدود ۸۷۵ کیلومتر است. میانگین سالیانه آب روان آن نزدیک به ۲۰۰ میلیون متر مکعب در پل بهراملو آمارگیری شده‌است.